# The Secret Scripture
The Secret Scripture is een Ierse film uit 2016, geregisseerd door Jim Sheridan en gebaseerd op de gelijknamige roman van Sebastian Barry uit 2008. De film ging op 10 september in première op het internationaal filmfestival van Toronto.

## Verhaal
Roseanne McNulty verblijft al bijna heel haar volwassen leven in een psychiatrisch ziekenhuis op het Ierse platteland. Omdat ze er al zo lang woont, weet niemand waarom ze er exact is opgenomen. Dr. Greene, een nieuwe psychiater die in het ziekenhuis arriveert, begint zich haar lot aan te trekken en zoekt uit waarom ze is opgenomen.

## Rolverdeling
| Acteur           | Personage              |
| ---------------- | ---------------------- |
| Rooney Mara      | Jonge Roseanne McNulty |
| Vanessa Redgrave | Oude Roseanne McNulty  |
| Aidan Turner     | Jack Conroy            |
| Theo James       | Father Gaunt           |
| Eric Bana        | Dr. William Greene     |
| Jack Reynor      | Michael Eneas          |

## Productie
De filmopnames begonnen in Ierland in januari 2015 en er werd gefilmd tot begin maart op verschillende locaties (Wicklow, Dublin, Kilkenny en Sligo).